# Terje Andersen
Terje Andersen, född 4 mars 1952, är en norsk skridskoåkare.
Han var president i Norges skøyteforbund 1997–1999 och 2003–2007.

## Personliga rekord
38,3 - 1.15,62 - 1.56,92 - 4.18,8 - 7.21,22 - 15.37,11